# Antonio Rizzo

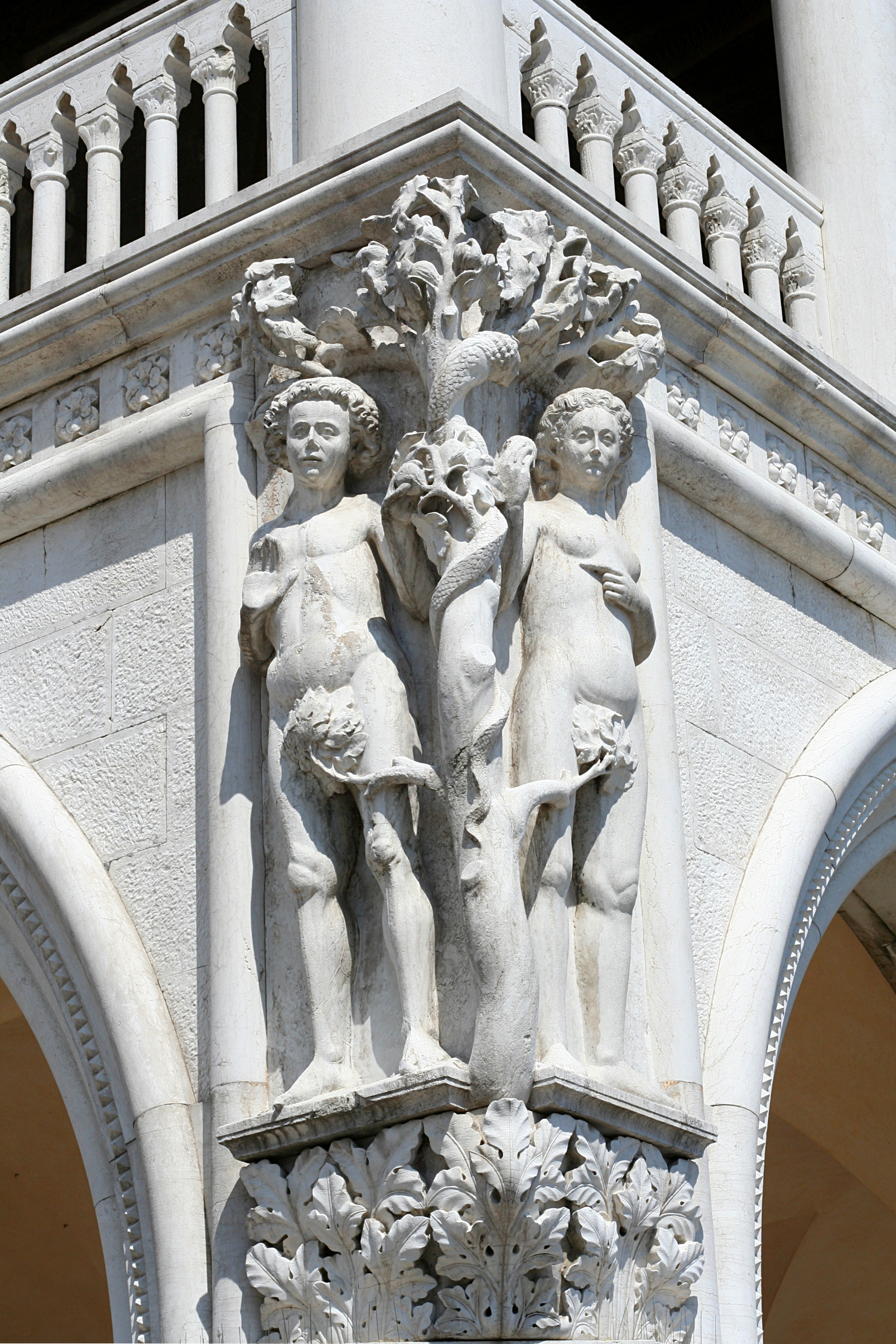
La caída de Adán y Eva, una obra realizada en 1476 que adorna la parte superior de la capital de la esquina suroeste del Palacio Ducal de Venecia.

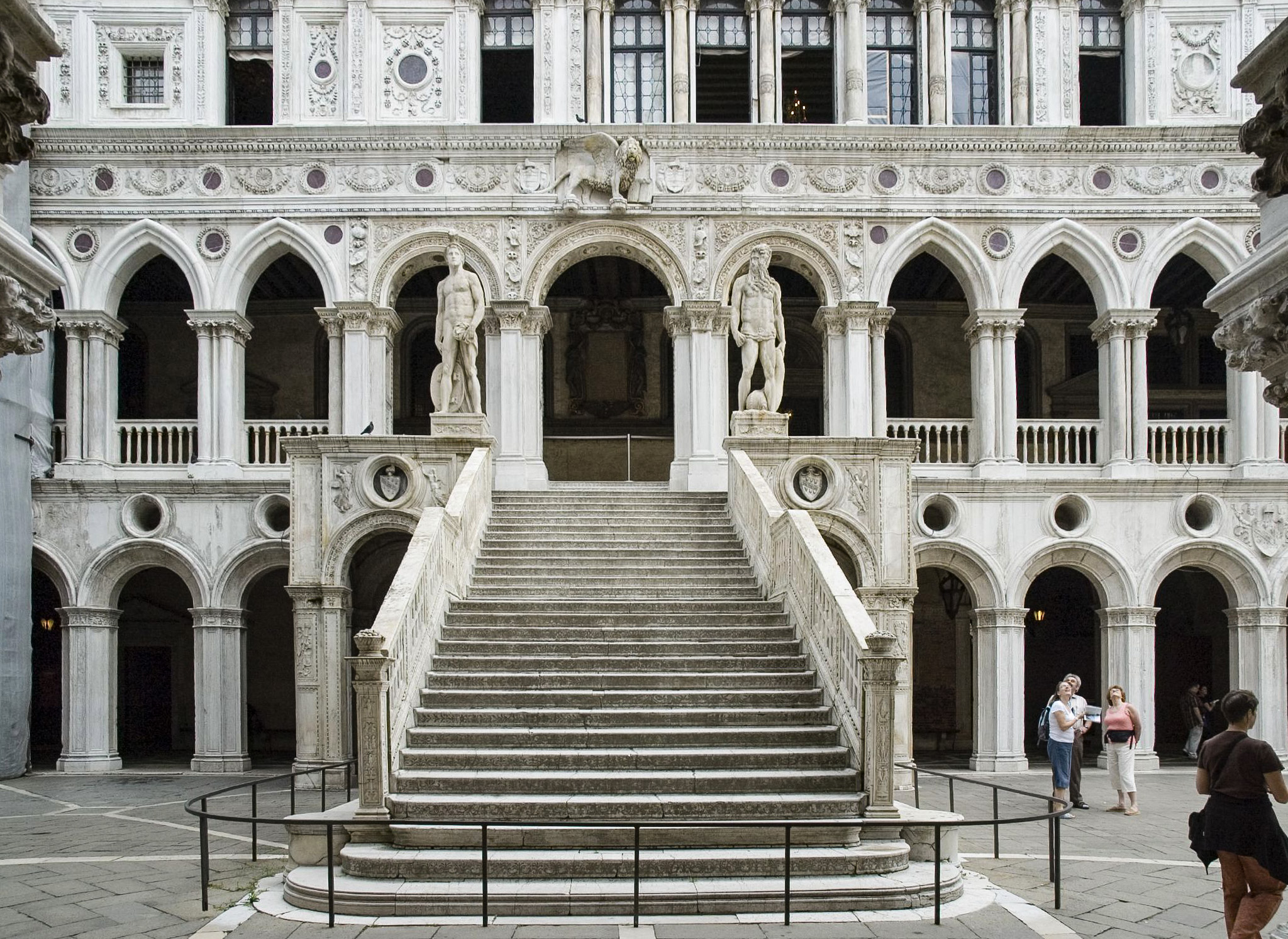
Scala dei Giganti en el Palacio Ducal de Venecia.

Antonio Rizzo (Verona, 1430 - Cesena, 1499) fue un arquitecto y escultor italiano. Fue uno de los más grandes escultores activos en Venecia en la segunda mitad del siglo XV.
Completó su aprendizaje en la construcción de la Cartuja de Pavía, donde se le atribuyen parte de las terracotas del claustro grande. Desde 1457 trabajó en Venecia en el taller de Antonio Bregno.
La influencia del estilo gótico de su maestro se aprecia en la Anunciación, las Alegorías y las Virtudes que esculpió en 1464 para el monumento fúnebre del dux Francesco Foscari en la Basílica de Santa Maria dei Frari de Venecia.
En torno a 1467 se ocupó de la decoración de la portada de la iglesia de Santa Elena, con un grupo representando a Vittore Capello arrodillado frente a Santa Elena, caracterizado por un realismo vibrante, derivado del nuevo contacto de Rizzo con el ambiente lombardo, que había conocido durante sus trabajos en la Cartuja de Pavía. De sabor renacentista son ya las estatuas del remate del «Arco Foscari» en el Palacio Ducal de Venecia, llevadas a cabo del 1467 hasta 1471.
En 1474 fue enviado a Escútari, que había sido atacada por los turcos, para mejorar las fortificaciones. Los turcos fueron derrotados y él ganó una pensión para sí mismo y sus hijos.

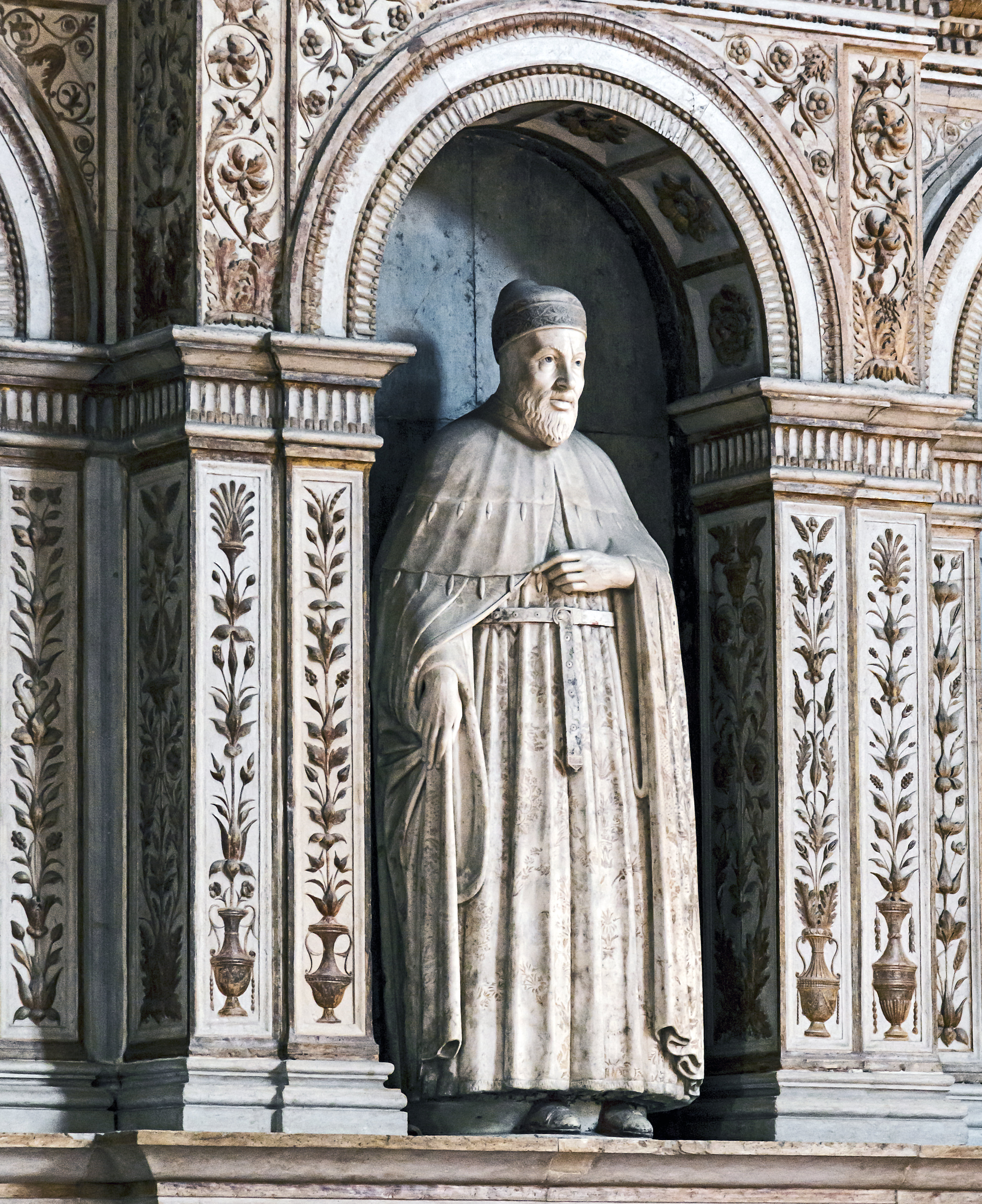
Dux Tron para los Frari

Con la presencia de Antonello da Messina en Venecia en 1475, su estilo experimentó una evolución, caracterizada por la mayor claridad de volúmenes y las formas geometrizantes que se reconocen en sus obras a partir de este momento. El monumento al dux Tron para los Frari y las estatuas de Adán y Eva del Arco Foscari, expresan gran fuerza y naturalismo. Del mismo periodo es también la estatua de Marte, realizada entre 1490 y 1495.
Unos años antes, en 1484, fue nombrado Proto del Palacio Ducal y se ocupó del edificio de las Procuratie Vecchie, con la colaboración de Guglielmo della Porta.
Su último estilo, más clásico, está representado por las esculturas de la fachada interior del Palacio Ducal de Venecia, cuya reconstrucción supervisó después de un incendio, desde 1483 hasta 1498, haciendo los planos generales de una nueva ala sobre el patio y la ejecución de la fachada y la Scala dei Giganti, que se disponen en línea con el Arco Foscari. También intervino en la fachada posterior del Palacio, con vistas al Canal de los Suspiros.
En estas obras se aprecia un naturalismo de tradición lombarda y altamente expresivo.
En 1498, acusado de malversación de fondos, se recluyó en Cesena.